# 2072 Kosmodemyanskaya
Kosmodemyanskaya (asteroide 2072) é um asteroide da cintura principal, a 2,0538984 UA. Possui uma excentricidade de 0,1624058 e um período orbital de 1 402,54 dias (3,84 anos).
Kosmodemyanskaya tem uma velocidade orbital média de 19,02041888 km/s e uma inclinação de 4,74902º.
Esse asteroide foi descoberto em 31 de agosto de 1973 por Tamara Smirnova.